# Friedrich Ratzel

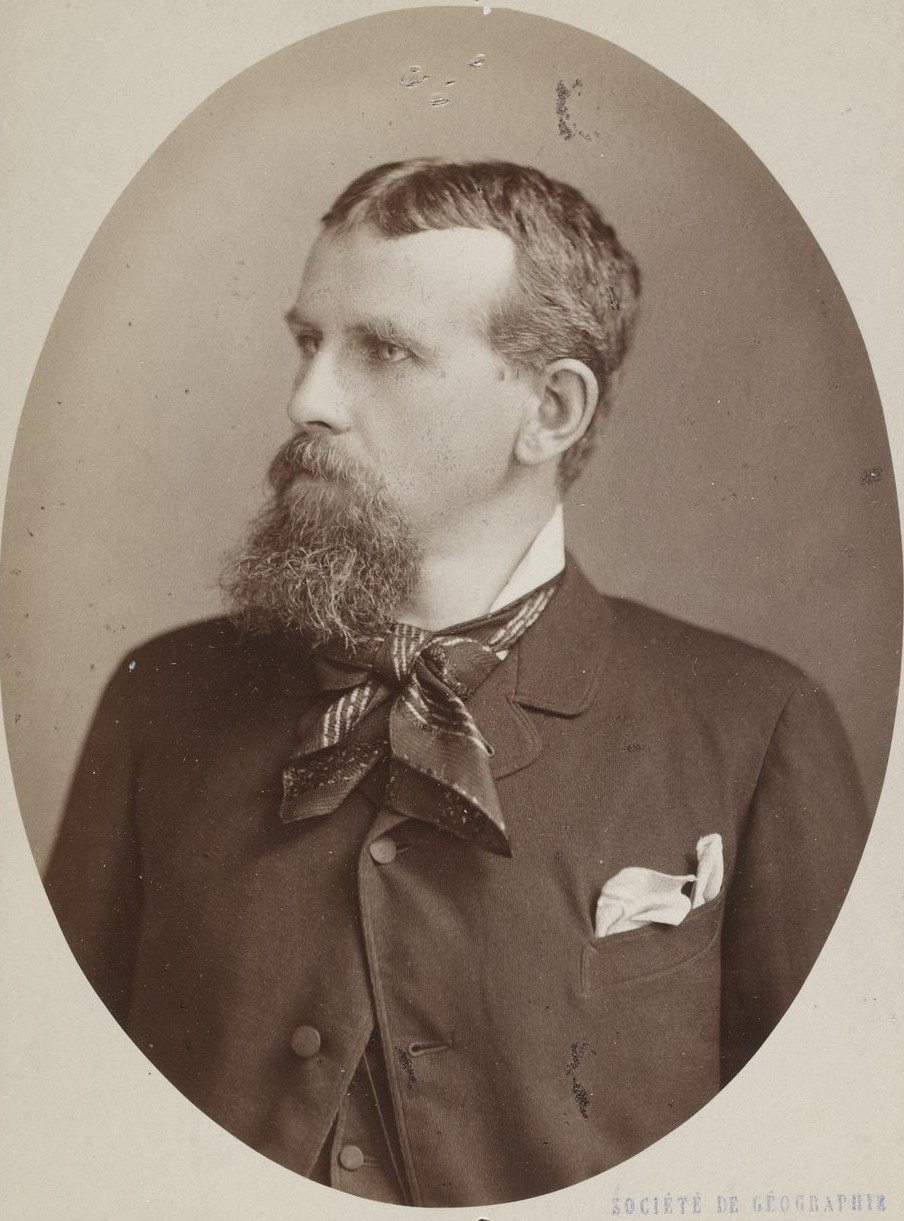
Friedrich Ratzel

Friedrich Ratzel (Karlsruhe, 30 augustus 1844 - Ammerland am Starnberger See, 9 augustus 1904) was een belangrijke Duitse geograaf, zoöloog en etnograaf. Hij is het meest bekend geworden door zijn definitie van het begrip Lebensraum.

## Geschiedenis
Ratzel werd geboren in Karlsruhe, in het toen nog onafhankelijke groothertogdom Baden.
Oorspronkelijk was hij apotheker en journalist. Hij hield zich toen echter ook al bezig met de studie naar de natuur en talen.
Van 1866 tot 1868 studeerde hij Geologie en Zoölogie in Heidelberg, Jena en Berlijn. Hij werd daar sterk geïnspireerd door het werk van Darwin (De oorsprong der soorten werd gepubliceerd in 1859), door zijn leermeester Haeckel. Tijdens zijn studie maakte hij reizen naar talrijke landen. In mei 1868 behaalde hij zijn doctorstitel en trok daarna naar het Franse mediterrane gebied om zijn studie af te ronden. Door gebrek aan geld en door het verlies van zijn microscoop begon hij reisbrieven te schrijven uit het gebied naar de Kölnische Zeitung (Keuls Dagblad). Zijn brieven werden enthousiast ontvangen en hij werd aangesteld als reiscorrespondent bij de krant. Na de Frans-Pruisische Oorlog (1870-1871), waar hij als vrijwilliger in diende, hervatte hij zijn studie aan de Technische Hogeschool van München, waarbij hij zich meer en meer ging toeleggen op geografie.
Van 1874 tot 1875 maakte hij zijn langste en belangrijkste reis naar de Verenigde Staten, Mexico en Cuba als correspondent voor de Kölnische Zeitung (Keuls Dagblad). Deze ervaring zorgde voor de ontwikkeling van zijn gezaghebbende ideeën later. Echter tijdens zijn tijd leerde hij ook de zoöloog Moritz Wagner kennen, die zijn vriend werd en een sterke invloed had op zijn verdere werk; hij stopte in 1875 met reizen en werd in hetzelfde jaar hoogleraar in de toen nog vrij nieuwe wetenschap Geografie aan dezelfde Technische Hogeschool van München. In 1886 werd hij professor in de Geografie aan de Universiteit van Leipzig. In de 18 jaar dat hij er professor was, was hij bevriend met Duitse wetenschappers als Wilhelm Wundt en Wilhelm Ostwald, schreef hij veel boeken en publiceerde hij veel. Hij was erg geliefd onder zijn studenten. Hij stierf volledig onverwacht op 60-jarige leeftijd in zijn zomerverblijf in Starnberger See.

## Achtergronden en invloeden
Ratzel schreef in de 19e eeuw, een tijd met veel maatschappelijke veranderingen waarin veel Europese staten, de Verenigde Staten en Japan imperialisme bedreven of daarmee begonnen. In Europa werden imperialistische mogendheden steeds meer elkaars rivalen. De enorme expansie van de grote staten aan het einde van de 19e eeuw (goedgekeurd door de Congres van Berlijn (1884-1885)) had vooral teweeggebracht dat Afrika en Oceanië ten prooi vielen aan de kolonisatiedrift. Bekende begrippen hierbij waren; the scramble for Africa (doelend op de enorme snelheid waarmee Europese landen (met name Frankrijk en Engeland) met weinig moeite grote delen van Afrika koloniseerden) en sporting wars (begrip van de Duitse kanselier Bismarck waarmee hij korte oorlogen aanduidt tussen kleine eilanden en Europese grootmachten in de Grote Oceaan waarbij de laatsten uit waren op de natuurlijke hulpbronnen van deze eilanden en door hun technologische voorsprong niet konden verliezen). Duitsland had bij deze oorlogen eigenlijk betrekkelijk weinig 'buit' gemaakt (het bestond ook nog maar sinds 1871) en Ratzel probeerde door zijn politieke geografie de jonge Duitse keizerstaat inzichten te verlenen om ook uit te kunnen groeien tot wereldmacht, desnoods ten koste van andere grootmachten als Engeland, Frankrijk en Rusland (de Verenigde Staten werden toen nog niet gezien als grootmacht).
Hij was de grondlegger van de antropogeografie (waar ook sociale geografie onder valt) en van de politieke geografie.
Hij werd beïnvloed door de theorieën van Darwin en Haeckel; ook wel sociaal darwinisme genoemd.
Dit kwam bijvoorbeeld tot uiting in zijn visie op de relatie tussen mens en natuur. In zijn werken wordt de nadruk gelegd op de passieve afhankelijke relatie van de mens en de samenleving ten opzichte van de machtige natuur; ook wel fysisch-geografisch determinisme genoemd (zie ook Ecologische geografie (Duitsland)).
Zijn publicatie Lebensraum (1901) over biogeografie vormde de basis voor de latere geopolitiek. In deze gedachtegang wordt de staat gezien als iets wat zich gedraagt als een biologisch organisme dat moet groeien. Hij zag overal om zich heen staten strijden om de ruimte en beschouwde dit als een natuurlijk proces; oorlog was dan ook een logisch natuurlijk gevolg dat zou leiden tot 'natuurlijke selectie' en het overleven van de sterksten ten koste van de zwakken (het bestaan als survival of the fittest). Deze strijd zou volgens hem altijd voortduren en binnen zijn theorie konden staten niet alleen groeien, maar ook 'afsterven'.
Het concept van geopolitiek werd later vertaald in de Duitse Geopolitik, een stroming die de basis vormde voor de expansiepolitiek van nazi-Duitsland. Deze stroming was voornamelijk gebaseerd op een interpretatie van de Zweedse politieke wetenschapper Rudolf Kjellén. Karl Haushofer was binnen de geopolitiek een belangrijk figuur.
Zijn gedachtegoed werd naar de Verenigde Staten overgedragen door Semple en sterk uitgedragen door Huntington (zie Fysisch-geografisch determinisme). 
De politieke geografie is na een lange periode grotendeels afwezig te zijn geweest (na 1945 was het begrip verworden tot een 'vies' woord) de laatste decennia weer bezig met de terugkeer in de wetenschappelijke wereld. Hedendaagse interpretaties van Ratzels ideeën kunnen bijvoorbeeld worden gezien in het werk van Jared Diamond.
Kritiek op zijn werk kwam later onder andere vanuit de landschapsgeografie onder Vidal de la Blache die de grotere actieve rol van de mens ten opzichte van de natuur benadrukte.

## Werk
Ratzel bracht naast meer dan 1200 publicaties ook 24 boeken uit. Een aantal van de belangrijkste waren:
- Anthropogeographie - Die geographische Verbreitung des Menschen (1882)
- Völkerkunde (1885)
- Politische Geographie oder die Geographie der Staaten, des Verkehrs und des Krieges (1897)
- Der Lebensraum (1901)